# Olivier Coumans
Olivier Coumans (Bree, 23 juli 1978) is een Vlaamse presentator en producer, die te zien was op TMF.
Hij kwam terecht bij TMF na deelname aan een videowedstrijd. Hij was er sinds 2003 presentator, onder de naam VJ Olli.
Sinds zijn begin bij TMF vormde hij vaak een presentatieduo met An Lemmens. Ze presenteerden samen onder andere de TMF Awards, "Zoom" en "Oh My God!".
Hij had lange tijd een relatie met presentatrice Sofie Engelen.